# هيو فيكتور مكاي
هيو فيكتور مكاي (بالإنجليزية: H. V. McKay)‏ هو مخترِع أسترالي، ولد في 21 أغسطس 1865، وتوفي في 21 مايو 1926 في Sunbury, Victoria ‏ في أستراليا.